# Associazione Calcio Pro Sesto 2004-2005
Questa pagina raccoglie le informazioni riguardanti l'Associazione Calcio Pro Sesto nelle competizioni ufficiali della stagione 2004-2005.

## Stagione
Nella stagione 2004-2005 la Pro Sesto disputa il girone A del campionato di Serie C2, vincendo il torneo con 56 punti ed ottenendo la promozione in Serie C1. L'altra promossa è il Pizzighettone, che si è piazzato in seconda posizione con 55 punti ed ha vinto i playoff. La squadra bianco celeste affidata a Gianfranco Motta chiude al comando con 31 punti il girone di andata, poi nel girone di ritorno ha un leggero cedimento, mentre il Pizzighettone vola, lo sprint finale arride alla Pro Sesto per un solo punto. Il Pizzighettone vince comunque i Play-off salendo in Serie C1 con i sestesi. Miglior realizzatore della Pro Sesto è stato anche in questa stagione Vincenzo Maiolo, che ha realizzato 11 reti, ha fatto bene anche Marco Sansovini autore di 9 centri. Nella Coppa Italia di Serie C la Pro Sesto disputa il girone B di qualificazione, che promuove ai sedicesimi il Novara, che ha vinto lo scontro diretto (2-1).

## Rosa
| N. |                           | Ruolo | Calciatore           |
| -- | ------------------------- | ----- | -------------------- |
|    | Costa d'Avorio (bandiera) | A     | Jamil Assane         |
|    | Italia (bandiera)         | D     | Antonio Beccegato    |
|    | Italia (bandiera)         | C     | Patrizio Billio      |
|    | Italia (bandiera)         | C     | Massimiliano Caliari |
|    | Italia (bandiera)         | D     | Davide Cattaneo      |
|    | Italia (bandiera)         | D     | Stefano Citterio     |
|    | Italia (bandiera)         | D     | Dario Dossi          |
|    | Italia (bandiera)         | P     | Paolo Giussani       |
|    | Francia (bandiera)        | A     | James Kamen          |
|    | Argentina (bandiera)      | A     | Leandro Lázzaro      |
|    | Italia (bandiera)         | A     | Vincenzo Maiolo      |
|    | Italia (bandiera)         | C     | Simone Marchesi      |
|    | Italia (bandiera)         | D     | Stefano Melissano    |

| N. |                   | Ruolo | Calciatore         |
| -- | ----------------- | ----- | ------------------ |
|    | Italia (bandiera) | C     | Aureliano Modesti  |
|    | Italia (bandiera) | P     | Maurizio Monguzzi  |
|    | Italia (bandiera) | D     | Andrea Pedrazzini  |
|    | Italia (bandiera) | C     | Diego Pedrocca     |
|    | Italia (bandiera) | C     | Stefano Preti      |
|    | Italia (bandiera) | A     | Filippo Riolo      |
|    | Italia (bandiera) | D     | Simone Rota        |
|    | Italia (bandiera) | C     | Paolo Ruffini      |
|    | Italia (bandiera) | C     | Caludio Salvi      |
|    | Italia (bandiera) | A     | Marco Sansovini    |
|    | Italia (bandiera) | A     | Mattia Turetta     |
|    | Italia (bandiera) | D     | Matteo Villa       |
|    | Italia (bandiera) | C     | Alessandro Zinnari |

## Risultati

### Campionato

#### Girone di andata
| Belluno 12 settembre 2004 1ª giornata | Belluno         | 0 – 0 | Pro Sesto | Stadio Polisportivo\| Arbitro: \| Marrocco (Pisa) \| |
| Arbitro:                              | Marrocco (Pisa) |       |           |                                                      |

| Arbitro: | Barletta (Berlanda) |

|              |           |                           |
| Beccegato 5’ | Marcatori | 12’ G. Abate 25’ Andreini |

| Arbitro: | Cavarretta (Trapani) |

|           |           |          |
| Nordi 25’ | Marcatori | 43’ Rota |

| Arbitro: | Burdin (Cormons) |

|                            |           |              |
| Sansovini 45+1’ Maiolo 70’ | Marcatori | 9’ R. Radice |

| Arbitro: | Pinzani (Empoli) |

|                    |           |  |
| Pelatti 81’ (rig.) | Marcatori |  |

| Arbitro: | Didato (Agrigento) |

|                                  |           |                               |
| Salvi 8’ Lázzaro 79’ Turetta 85’ | Marcatori | 27’ L. Corradi 60’ M. Mancini |

| Palazzolo sull'Oglio 24 ottobre 2004 7ª giornata | Palazzolo    | 0 – 0 | Pro Sesto | Stadio Comunale\| Arbitro: \| Zega (Fermo) \| |
| Arbitro:                                         | Zega (Fermo) |       |           |                                               |

| Arbitro: | Palazzino (Ciampino) |

|                |           |               |
| Maiolo 2’, 74’ | Marcatori | 54’ Maccagnan |

| Arbitro: | Musolino (Catania) |

|                        |           |               |
| Foglia 61’ Scapini 72’ | Marcatori | 39’ Sansovini |

| Arbitro: | Barbirati (Ferrara) |

|                        |           |                |
| Ruffini 47’ Maiolo 83’ | Marcatori | 6’ (aut.) Rota |

| Arbitro: | Rubino (Salerno) |

|              |           |                                   |
| Labriola 64’ | Marcatori | 18’ Salvi 79’ Lázzaro 87’ Turetta |

| Arbitro: | Mannella (Avezzano) |

|  |           |             |
|  | Marcatori | 76’ Ruffini |

| Arbitro: | Guerriero (Catanzaro) |

|            |           |  |
| Maiolo 48’ | Marcatori |  |

| Arbitro: | Russo (Nola) |

|                               |           |              |
| Vianello 11’ Pensalfini 90+3’ | Marcatori | 3’ Sansovini |

| Sesto San Giovanni 12 dicembre 2004 15ª giornata | Pro Sesto         | 0 – 0 | Casale | Stadio Breda\| Arbitro: \| Stallone (Foggia) \| |
| Arbitro:                                         | Stallone (Foggia) |       |        |                                                 |

| Arbitro: | Marzaloni (Rimini) |

|                                 |           |                              |
| Altinier 65’ (rig.), 75’ (rig.) | Marcatori | 12’ Salvi 18’, 57’ Sansovini |

| Arbitro: | Tommasi (Bassano del Grappa) |

|                                                       |           |  |
| Sansovini 13’ Maiolo 33’ (rig.), 67’, 88’ Ruffini 75’ | Marcatori |  |

#### Girone di ritorno
| Arbitro: | Fugante (Macerata) |

|                        |           |            |
| Ruffini 71’ Maiolo 79’ | Marcatori | 24’ Lonzar |

| Arbitro: | Salati (Trento) |

|                      |           |  |
| Sinato 15’ Zucco 66’ | Marcatori |  |

| Arbitro: | Giglioni (Siena) |

|                 |           |               |
| Sansovini 45+1’ | Marcatori | 90+2’ Andorno |

| Carpenedolo 30 gennaio 2005 21ª giornata | Carpenedolo         | 0 – 0 | Pro Sesto | Stadio Mundial '82\| Arbitro: \| La Rocca (Ercolano) \| |
| Arbitro:                                 | La Rocca (Ercolano) |       |           |                                                         |

| Arbitro: | Brunialti (Trento) |

|  |           |             |
|  | Marcatori | 35’ Pelatti |

| Arbitro: | Ciancaleoni (Foligno) |

|              |           |  |
| Balducci 71’ | Marcatori |  |

| Arbitro: | Baratta (Salerno) |

|           |           |  |
| Preti 23’ | Marcatori |  |

| Arbitro: | Barbirati (Ferrara) |

|               |           |  |
| Mettielig 36’ | Marcatori |  |

| Arbitro: | Scoditti (Bologna) |

|             |           |  |
| Ruffini 49’ | Marcatori |  |

| Arbitro: | Velotto (Grosseto) |

|                  |           |  |
| Gay 90+1’ (rig.) | Marcatori |  |

| Arbitro: | Lioce (Molfetta) |

|                      |           |  |
| Maiolo 61’ Preti 81’ | Marcatori |  |

| Arbitro: | Tommasi (Bassano del Grappa) |

|             |           |  |
| Lázzaro 50’ | Marcatori |  |

| Arbitro: | Forconi (Aprilia) |

|              |           |                           |
| Bernardi 89’ | Marcatori | 68’ Maiolo 72’, 79’ Salvi |

| Arbitro: | Baratta (Salerno) |

|  |           |                                               |
|  | Marcatori | 5’ Pensalfini 16’, 45+1’ Masucci 36’ Vianello |

| Casale Monferrato 1º maggio 2005 32ª giornata | Casale               | 0 – 0 | Pro Sesto | Stadio Natale Palli\| Arbitro: \| Zanardo (Conegliano) \| |
| Arbitro:                                      | Zanardo (Conegliano) |       |           |                                                           |

| Arbitro: | Cavarretta (Trapani) |

|               |           |  |
| Sansovini 15’ | Marcatori |  |

| Arbitro: | Pierpaoli (Firenze) |

|          |           |             |
| Masi 70’ | Marcatori | 80’ Turetta |

### Coppa Italia

#### Girone B
| Arbitro: | Gallione (Alessandria) |

|           |           |                       |
| Sarli 62’ | Marcatori | 38’ Ruffini 52’ Salvi |

| Arbitro: | Dattrino (Torino) |

|               |           |  |
| Sansovini 70’ | Marcatori |  |

| Arbitro: | Ciliberto (Milano) |

|                           |           |                    |
| Polenghi 20’ Cioffi 90+4’ | Marcatori | 77’ (aut.) Braiati |

| 25 agosto 2004 4ª giornata |  | – Turno di riposo Pro Sesto |  |  |

| Arbitro: | Di Fiore (Aosta) |

|                          |           |                      |
| Pedrocca 47’ Lázzaro 70’ | Marcatori | 38’, 57’, 59’ Egbedi |